# Sinsicap (distrito)
Sinsicap é um distrito do Peru, departamento de La Libertad, localizada na província de Otuzco.

## Transporte
O distrito de Sinsicap é servido pela seguinte rodovia:
- LI-110, que liga o distrito à cidade de Simbal
- LI-105, que liga o distrito de Simbal à cidade de Chicama [1][2][3]